# Llista de principats de l'Índia
Llista dels principats de l'Índia el 15 d'agost de 1947.

## Residències individuals
| Principat           | Avui part de                                   | Darrer (o actual) governant |
| ------------------- | ---------------------------------------------- | --------------------------- |
| Nizamat d'Hyderabad | Andhra Pradesh, Maharashtra i Karnataka, Índia | Asaf Jah VII                |
| Jammu i Caixmir     | Jammu i Caixmir, Índia                         | Hari Singh                  |
| Regne de Mysore     | Karnataka, Índia                               | Jayachamaraja Wodeyar       |
| Sikkim              | Sikkim, Índia                                  | Palden Thondup Namgyal      |

## Agència del Balutxistan
Principats de l'Agència del Balutxistan.
| Principat | Avui part de | Darrer (o actual) governant |
| --------- | ------------ | --------------------------- |
| Kalat     | Balutxistan  | Ahmad Yar Khan              |
| Kharan    | Balutxistan  | Habibullah Khan             |
| Las Bela  | Balutxistan  | Ghulam Qadir Khan           |
| Makran    | Balutxistan  | Bai Khan Baloch Gikchi      |

## Principats del Dècan i la residència de Kolhapur
Agència dels Estats del Dècan i de la Residència de Kolhapur.
| Principat  | Avui part          | Darrer (o actual) governant                                                            |
| ---------- | ------------------ | -------------------------------------------------------------------------------------- |
| Akalkot    | Maharashtra, Índia | Shrimant Rani Sumitra Bai Raje Bhonsle, Rani Saheb d' Akalkot                          |
| Aundh      | Maharashtra, Índia | HH Meherban Shrimant Bhagwant Rao Shripat Rao, Pant Pratinidhi d' Aundh                |
| Bhor       | Maharashtra, Índia | Raja Shrimant Sir Raghunathrao Shankarrao Babasaheb Pandit Pant Sachiv                 |
| Janjira    | Maharashtra, Índia | HH Nawab Sidi Muhammed Khan II Sidi Ahmad Khan, Nawab de Janjira                       |
| Jath       | Maharashtra, Índia | Lt. Shrimant Raja Vijaysinghrao Ramrao Babasaheb Dafle                                 |
| Kolhapur   | Maharashtra, Índia | HH Shrimant Rajashri Shahu II Chhatrapati Maharaj Sahib Bahadur, Maharaja de Kolhapur  |
| Kurundwad  | Maharashtra, Índia | Meherban Raja Hariharrao Raghunathrao [Bapusaheb] Patwardhan, co-Raja de Kurundwad Jnr |
| Mudhol     | Karnataka, Índia   | HH Shrimant Raja Bhairavsinhrao Malojirao Ghorpade II                                  |
| Phaltan    | Maharashtra, Índia | Major HH Raja Bahadur Shrimant Malojirao Mudhojirao Nanasaheb Naik Nimbalkar IV        |
| Sangli     | Maharashtra, Índia | Capt. HH Shrimant Raja Saheb Sir Chintamanrao II Dhundirajrao Appasaheb Patwardhan     |
| Sawantvadi | Maharashtra, India | Clan Bhonsale                                                                          |
| Savanur    | Karnataka, Índia   | Nawab de Savanur, Abdul Majid Khan II                                                  |

## Residència de Gwalior
Principats de la Residència de Gwalior.
| Principat    | Avui part de          | Darrer (o actual) governant                                       |
| ------------ | --------------------- | ----------------------------------------------------------------- |
| Gwalior      | Madhya Pradesh, Índia | George Jivajirao Scindia                                          |
| Varanasi     | Uttar Pradesh, Índia  |                                                                   |
| Bhadaura     | Madhya Pradesh, Índia |                                                                   |
| Garha        | Madhya Pradesh, Índia |                                                                   |
| Khaniyadhana | Madhya Pradesh, Índia |                                                                   |
| Paron        | Madhya Pradesh, Índia |                                                                   |
| Raghugarh    | Madhya Pradesh, Índia |                                                                   |
| Rampur       | Uttar Pradesh, India  | H.H. Nawab Syed Muhammad Kazim 'Ali Khan Bahadur, Nawab de Rampur |
| Umri         | Madhya Pradesh, India |                                                                   |

## Presidència de Madràs
Principats de la Presidència de Madràs.
| Principat    | Avui part de          | Darrer (o actual) governant |
| ------------ | --------------------- | --- |
| Cochin       | Kerala, Índia         | Kerala Varma |
| Banganapalle | Andhra Pradesh, Índia | H.H. Nawab Sayyid Fazl-i-'Ali Khan IV Bahadur, Nawab de Banganapalle                                                           |
| Pudukkottai  | Tamil Nadu, Índia     | H.H. Raja Sri Brahadamba Das Raja Sri Rajagopala Tondiman Bahadur, Raja de Pudukkottai                                         |
| Sandur       | Karnataka, Índia      | Shrimant Maharaj Shri Murarrao Yeshwantrao Ghorpade, Hindurao, Mamlukatmadar Senapati, Raja de Sandur                          |
| Travancore   | Kerala, Índia         | Coronel H.H. Maharaja Raja Ramaraja Sri Patmanabha Dasa Vanchipala Martanda Varma III Uthradom Tirunal, Maharaja de Travancore |

## Frontera del Nord-Oest
Principats de l'Agència de la Frontera del Nord-oest.
| Principat        | Avui part de                                     | Darrer (o actual) governant    |
| ---------------- | ------------------------------------------------ | ------------------------------ |
| Amb              | Província de la Frontera del Nord-Oest, Pakistan | Nawab Salahuddin Saeed Khan    |
| Chitral          | Província de la Frontera del Nord-Oest, Pakistan | H.H. Mehtar Saif-ul-Mulk Nasir |
| Dhir             | Província de la Frontera del Nord-Oest, Pakistan | Muhammad Shah Khosru Khan      |
| Phulra           | Província de la Frontera del Nord-Oest, Pakistan | Ata Muhammed Khan              |
| Swat (principat) | Província de la Frontera del Nord-Oest, Pakistan | Miangul Abdul-Haqq Jahanzib    |

## Estats del Panjab
Agència dels Estats del Panjab (Panjab).
| Principat             | Avui part de            | Darrer (o actual) governant                                                                                         |
| --------------------- | ----------------------- | --- |
| Bahawalpur            | Panjab, Pakistan        | Sadeq Mohammad Khan V                                                                                               |
| Bilaspur              | Panjab, Índia           | H.H. Raja Kirti Chand, Raja de Bilaspur                                                                             |
| Faridkot              | Panjab, Índia           | Lt. H.H. Farzand-i-Sadaat Nishan Hazrat-i-Kaisar-i-Hind Raja Bharat Indar Singh Brar Bans Bahadur, Raja de Faridkot |
| Jind                  | Haryana, India          | H.H. Maharaja Satbir Singh ["Prince Sunny"], Maharaja de Jind                                                       |
| Kalsia                | Panjab, Índia           | Raja Himmat Sher Singh Sahib Bahadur                                                                                |
| Kapurthala            | Panjab, Índia           | Brig. H.H. Maharaja Sri Sukhjit Singh Sahib Bahadur, Maharaja de Kapurthala                                         |
| Loharu                | Haryana, Índia          | H.H. Nawab Mirza Alauddin Ahmad Khan II, alias Parvez Mirza, Nawab de Loharu                                        |
| Malerkotla            | Panjab, India           | |
| Mandi                 | Himachal Pradesh, Índia | H.H. Raja Sri Ashokpal Sen, Raja de Mandi                                                                           |
| Siba                  | Himachal Pradesh, Índia | H.H. Raja Dr. Ashok K. Thakur, Raja de Siba                                                                         |
| Nabha                 | Panjab, Índia           | H.H. Maharaja Hanuwant Singh Malvinder Bahadur, Maharaja de Nabha                                                   |
| Patiala               | Panjab, Índia           | Capt. H.H. Maharajadhiraj Shri Amarinder Singh, Maharaja de Patiala                                                 |
| Sirmur                | Himachal Pradesh, Índia | Lt. H.H. Maharaja Rajenda Prakash Bahadur                                                                           |
| Suket / Surendernagar | Himachal Pradesh, Índia | H.H. Raja Hari Sen, Raja de Suket"                                                                                  |
| Tehri Garhwal         | Uttarakhand, Índia      | H.H. Maharaja Manujendra Shah Sahib Bahadur                                                                         |

## Estats de l'agència de Rajputana
Estats de l'Agència de Rajputana.
| Principar               | Avui part de     | Darrer (o actual) governant |
| ----------------------- | ---------------- | --- |
| Alwar                   | Rajasthan, Índia | HH Maharaja Tej Singh |
| Banswara                | Rajasthan, Índia | .H. Rai Rayan Mahimahendra Maharajadhiraj Maharawalji Sahib Shri Jagmalji II Sahib Bahadur, Naresh Rajya, Maharawal de Banswara.                                                     |
| Bharatpur               | Rajasthan, Índia | |
| Bikaner                 | Rajasthan, Índia | H.H. Sri Raj Rajeshwar Maharajadhiraj Narendra Sawai Maharaja Shiromani Ravi Raj Singhji Bahadur, Maharaja de Bikaner i cap de la casa reial de Bikaner.                             |
| Bundi                   | Rajasthan, Índia | Col. HH Maharao Raja Shri Bahadur Singhji Bahadur |
| Dholpur                 | Rajasthan, Índia | H.H. Rais ud-Daula, Sipahdar ul-Mulk, Saramad Rajha-i-Hind, Maharajadhiraja Shri Sawai Maharaj Rana Shri Hemant Singh, Lokendra Bahadur, Diler Jang Jai Deo, Maharaj Rana de Dholpur |
| Dungarpur               | Rajasthan, Índia | H.H. Rai-i-Rayan, Mahimahendra, Maharajadhiraj Maharawal Shri Mahipal Singhji II Sahib Bahadur, Maharawal de Dungarpur.                                                              |
| Jaipur                  | Rajasthan, Índia | Maharaja Sawai Man Singh II |
| Jaisalmer               | Rajasthan, Índia | HH Maharajadhiraj Maharawal Sir Jawahir Singh Bahadur |
| Jhalawar                | Rajasthan, Índia | .H. Maharajadhiraj Maharaj Rana Shri Chandrajit Singh Dev Bahadur, Maharaj Rana de Jhalawar.                                                                                         |
| Jodhpur                 | Rajasthan, Índia | H.H. Raj Rajeshwar Saramad-i-Rajha-i-Hindustan Maharajadhiraja Maharaja Shri Gaj Singhji II Sahib Bahadur, Maharaja de Jodhpur.                                                      |
| Karauli                 | Rajasthan, Índia | HH Maharaja Shri Ganesh Pal Deo Bahadur Yadakul Chandra Bhal |
| Kishangarh              | Rajasthan, Índia | HH Umdae Rajhae Buland Makan Maharajadhiraja Maharaja Sumer Singji Bahadur |
| Kotah                   | Rajasthan, Índia | HH Maharao Shri Bhim Singh II Bahadur |
| Kushalgarh              | Rajasthan, India | Rao Harendra Singh |
| Lawa                    | Rajasthan, Índia | |
| Palanpur                | Gujarat, Índia   | Maharajkumar Edward Man Sing |
| Principat de Pratabgarh | Rajasthan, Índia | Raja Ajit Pratap Singh |
| Shahpura                | Rajasthan, Índia | HH Rajadhiraj Sudershan Singh |
| Sirohi                  | Rajasthan, Índia | HH Maharani Gulab Kanwar Bai |
| Tonk                    | Rajasthan, Índia | Nawab Muhammad Faruq Ali Khan |
| Udaipur o Mewar         | Rajasthan, Índia | Maharana Sir Bhupal Singh |

## Estats del Sind
| Principat | Avui part de    | Darrer (o actual) governant |  |
| --------- | --------------- | --------------------------- |  |
| Khairpur  | Sindh, Pakistan | George Ali Murad Khan       |  |

## Agència de Gilgit
Els estats de Hunza i Nagar i molts Jagirs feudals (Puniyal, Shigar, etc.) a l'Agència de Gilgit eren tributaris del Maharaja de Jammu i Kaixmir.
| Nom de l'estat | Estatus administratiu britànic | Ara part de                | Últim o actual governant |
| -------------- | ------------------------------ | -------------------------- | ------------------------ |
| Hunza          | Agència de Gilgit              | Gilgit-Baltistan, Pakistan | Mohammad Jamal Khan      |
| Nagar          | Agència de Gilgit              | Gilgit-Baltistan, Pakistan | Showkat `Ali Khan        |

### Agència d'Estats del Gujarati de laResidència de Baroda

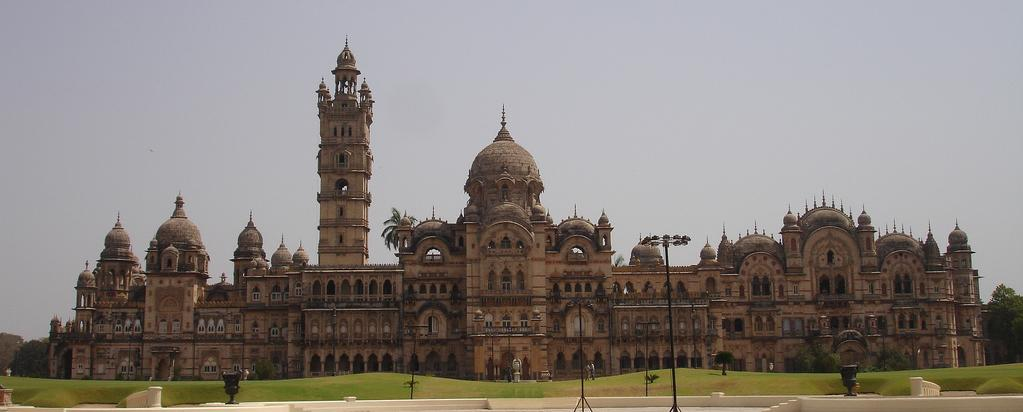
Laxmi Vilas Palace a Baroda

- Balasinor
- Bansda
- Bajana
- Devgadh Baria
- Baroda
- Bhavnagar
- Cambay
- Chhota Udaipur
- Dangs
- Dhrangadhra
- Gondal
- Idar
- Jawhar
- Kutch
- Lunavada
- Morvi
- Navanagar
- Porbandar
- Radhanpur
- Rajpipla
- Sachin
- Sanjeda Mehvassi
- Sant
- Sanjeli
- Surgana
- Tharad
- Vijaynagar
- Vithalgarh
- Wankaner
- Vanod

### Estats de l'Agència de l'Índia Central

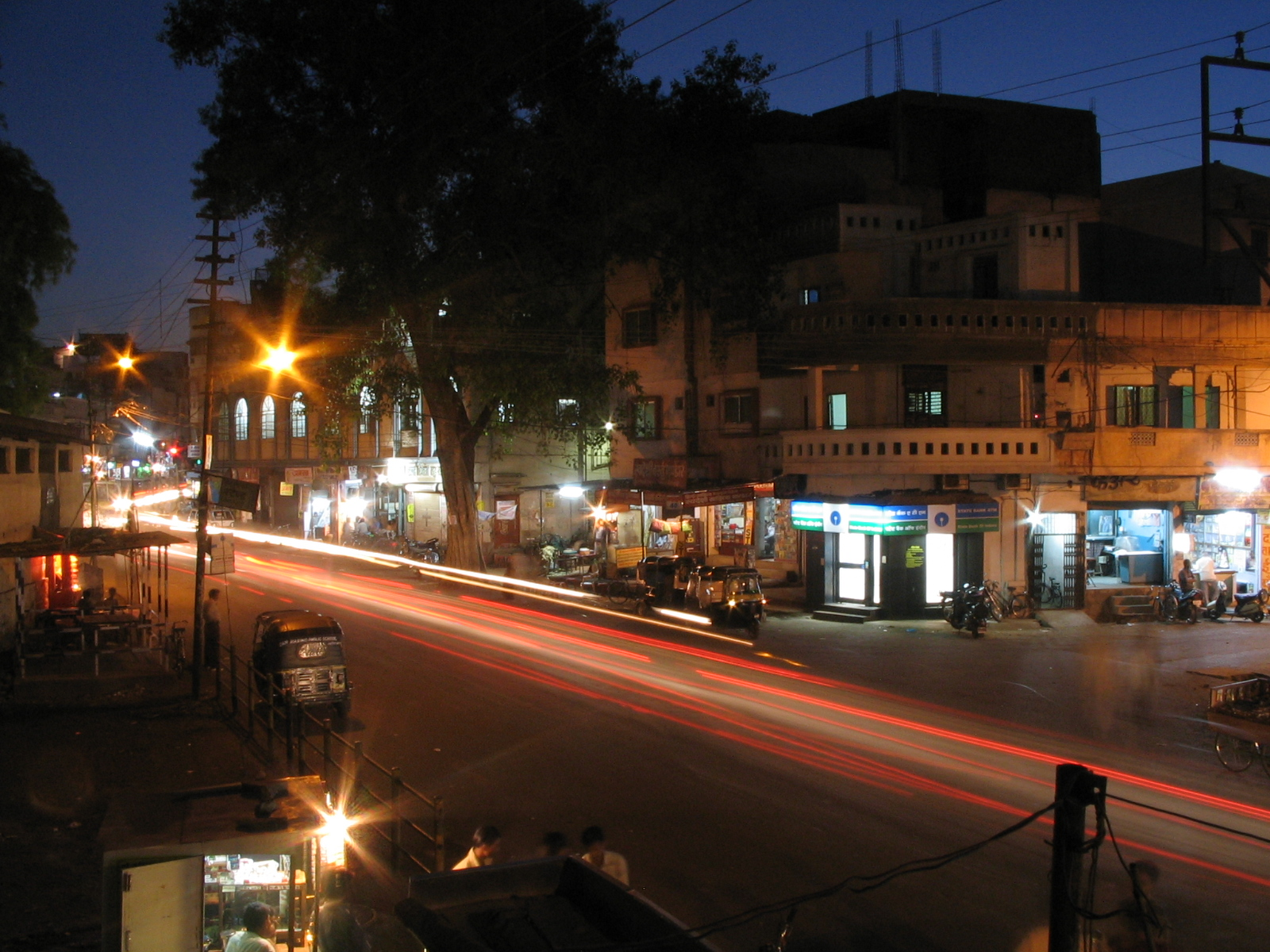
Subhash Marg, Indore

- Ajaigarh
- Ali Rajpur
- Alipura
- Baoni
- Baraunda
- Barwani
- Beri
- Bhopal
- Bijawar
- Charkhari
- Chhatarpur
- Datia
- Dewas
- Dhar
- Garrauli
- Gaurihar
- Indore
- Jabua
- Jaora
- Jaso
- Jigni
- Kamta-Rajaula
- Khaniadhana
- Khilchipur
- Kothi (Baghelkhand)
- Kurwai
- Lugasi
- Maihar
- Makrai
- Mathwar
- Muhammadgarh
- Nagod (Unchhera)
- Narsingarh
- Orchha
- Panna
- Pathari
- Piploda
- Rajgarh
- Ratlam
- Rewah
- Samthar
- Sarila
- Sitamau

### Estats de l'Agència d'Estats Orientals
- Athmallik
- Bastar
- Baudh
- Changbhakar
- Chhuikhadan
- Cooch Behar
- Darbhanga
- Daspalla
- Dhenkanal
- Jashpur
- Kalahandi
- Kanker
- Kawardha
- Khairagarh
- Kharsawan
- Khondmals
- Koriya (Koriya)
- Mayurbhanj
- Nandgaon
- Nayagarh
- Pal Lohara
- Patna
- Raigarh
- Ramgarh
- Sakti
- Saraikela
- Sarangarh
- Sonpur
- Surguja
- Talcher
- Tripura
- Udaipur

## Llista alfabètica dels antics principats de l'Índia
| Índex A B C D E F G H I J K L M N O P Q R S T U V W X Y Z |

### A
- Atxrol al Rajasthan - Thikana de l'estat de Jaipur
- Agar
- Agra Barkhera
- Ahiri
- Ahmadnagar - salutació
- Ajabpur
- Ajaigarh a Madhya Pradesh - Salutació hereditària d'11 canonades
- Ajraoda
- Akalkot a Bombai
- Akdia
- Ali Rajpur a Madhya Pradesh - Salutació hereditària d'11 canonades
- Alampur
- Alipura a Madhya Pradesh
- Principat d'Alwa
- Alwar al Rajasthan - Salutació hereditària de 15 canonades (localment 17)
- Amala (principat)
- Amarchanta estat vassall
- Amarnaghar a Saurashtra (Gujarat)
- Amb (Tanawal) Pakistan
- Ambaliara a Bombai
- Amethi a Uttar Pradesh
- Amod
- Umrapur a Kathiawar;
- Amrapur a Rewa Kantha
- Anandpur
- Anegundi Zamindari
- Anghad
- Angre
- Ankevalia
- Arcot (al Carnàtic)
- Arnia
- Assam (principat)
- Athgarh a Orissa
- Athmalik a Orissa
- Aundh a Bombai
- Awadh=Oudh

### B
- Babra
- Baghal a Himachal Pradesh (Punjab Hills States)
- Baghat
- Bagasra
- Bagasra Hadala
- Bagasra Khari
- Bagasra Natwar
- Bagasra Ram
- Baghal
- Baghat
- Bagli
- Bahawalpur a Pakistan
- Bai
- Bajana a Saurashtra
- Bakhtgarh
- Balasinor a Bombai - Salutació hereditària de 9 canonades
- Balsan (principat) a Himachal Pradesh
- Baltistan (des del 1840 subjecte a Caixmir)
- Bamanbor
- Bamra a Orissa
- Banera
- Banganapalle a Madràs - Salutació hereditària de 9 canonades
- Banka Pahari a Madhya Pradesh
- Bansda a Bombai - Salutació hereditària de 9 canonades
- Banswara al Rajasthan - Salutació hereditària de 15 canonades
- Bantva Manavadar
- Bantva Sardargadh
- Baoni a Madhya Pradesh - Salutació hereditària d'11 canonades
- Baramba a Orissa
- Baraundha - Salutació hereditària de 9 canonades, probablement el mateix estat que Baraundha Pathar Kachhar a Madhya Pradesh - dret a salutació
- Bardia
- Baria - Salutació hereditària de 9 canonades (11 quan és personal), podria ser el mateix estat que Bariya a Bombai
- Barkhera Deo Dungri
- Barkhera Panth
- Baroda a Bombai - Salutació hereditària de 21 canonades
- Barvala=Barwala a Saurashtra
- Barwani a Madhya Pradesh - Salutació hereditària d'11 canonades
- Bashahr a Himachal Pradesh - Salutació hereditària de 9 canonades
- Basoda
- Bastar a Madhya Pradesh
- Bavda estat vassall
- Beja (principat) a Himachal Pradesh
- Benares a Uttar Pradesh - Salutació hereditària de 13 canonades (localment 15)
- Bengala, nou títol Nawab de Murshidabad (per la seva nova capital)
- Beri
- Bhabhar
- Bhadarwa
- Bhadaura
- Bhadli
- Bhadvana
- Bhadwa
- Bhagat a Himachal Pradesh
- Bhaisola
- Bhajji a Himachal Pradesh
- Bhalala
- Bhandaria
- Bharatpur in Rajasthan - Salutació hereditària de 17 canonades (localment 19)
- Bharejda
- Bharudpura
- Bhathan
- Bhatkeri
- Bhavnagar a Saurashtra - Salutació hereditària de 13 canonades (localment 15)
- Bhawal
- Bhioldia
- Bhimoria
- Bhoika
- Bhojakheri
- Bhojavadar
- Bhopal a Madhya Pradesh - Salutació hereditària de 19 canonades (localment 21)
- Bhor a Bombai - Salutació hereditària de 9 canonades
- Bhorole
- Bichhrand Júnior
- Bichhrand Sènior
- Bihat a Madhya Pradesh
- Bihora
- Bija
- Bijawar a Madhya Pradesh - Salutació hereditària d'11 canonades
- Bijna a Madhya Pradesh
- Bikaner al Rajasthan - Salutació hereditària d'11 canonades (localment 19)
- Bilaspur a Himachal Pradesh - Salutació hereditària d'11 canonades
- Bilaud
- Bilauda
- Bilbari
- Bildi
- Bilkha a Saurashtra
- Boad
- Bodanones
- Bolundra
- Bonai a Orissa
- Borkhera (Malwa)
- Boudh a Orissa
- Bundi al Rajasthan - Salutació hereditària d'11 canonades

### C
- Cambay=Kambay a Bombai - Salutació hereditària d'11 canonades
- Cannanore
- Carnatic
- Chachana
- Chamardi
- Chamba a Himachal Pradesh - Salutació hereditària d'11 canonades
- Changbhakar a Madhya Pradesh
- Charkha
- Charkhari a Madhya Pradesh - Salutació hereditària d'11 canonades
- Cherra
- Chhaliar
- Chhatarpur a Madhya Pradesh - Salutació hereditària d'11 canonades
- Chhota Barkhera
- Chhota Udaipur=Chhota Udepur a Bombai - Salutació hereditària de 9 canonades
- Chhuikadan a Madhya Pradesh
- Chiktiabar
- Chinchli Ghabad
- Chiroda
- Chitral
- Chitravao
- Chobari
- Chok
- Chorangla
- Chotila
- Chuda a Saurashtra
- Chudesar
- Cochin in Kerala - Salutació hereditària de 17 canonades
- Cooch Behar a Bengala Occidental - Salutació hereditària de 13 canonades
- Coorg
- Cutch = Kutch a Saurashtra - Salutació hereditària de 17 canonades (localment 19)

### D
- Dabha
- Dabr
- Dadhalia
- Dahida
- Danta a Bombai - Salutació hereditària de 9 canonades
- Daphlapur
- Darbhanga
- Daria Kheri
- Darkoti a Himachal Pradesh
- Darod
- Daryabad
- Dasada
- Daspalla a Orissa
- Datia a Madhya Pradesh - Salutació hereditària de 15 canonades
- Datva estat vassall
- Debhavati
- Dedarda
- Dedhrota a Bombai
- Delath, tributari de Bashahr, a Himachal Pradesh
- Delhi (emperador mogol)
- Deloli
- Deodar
- Derdi Janbai
- Derol
- Devalia
- Devlia
- Dewas Júnior a Madhya Pradesh - Salutació hereditària de 15 canonades
- Dewas Sènior Branch a Madhya Pradesh - Salutació hereditària de 15 canonades
- Dhabla Dhir
- Dhabla Ghosi
- Dhamasia
- Dhami
- Dhamri a Himachal Pradesh
- Dhaora Ghanjara
- Dhar a Madhya Pradesh - Salutació hereditària de 15 canonades
- Dharampur a Bombai - Salutació hereditària de 9 canonades (personalment 11)
- Dharnauda
- Dhenkanal a Orissa
- Dhola
- Dholarva
- Dholpur al Rajasthan - Salutació hereditària de 15 canonades (personalment 17)
- Dhrangadhra -Halvad a Saurashtra - Salutació hereditària de 13 canonades
- Dhrol a Saurashtra - Salutació hereditària de 9 canonades
- Dhulatia
- Dhurwai a Madhya Pradesh
- Dhir (Dir)
- Dodka
- Drapha
- Dudhpur
- Dudhrej
- Dugri
- Dujana a Panjab (actualment a Haryana)
- Dungapur, possiblement el mateix estat que Dungarpur al Rajasthan - Salutació hereditària de 15 canonades

### F
- Faridkot a la PEPSU - Salutació hereditària d'11 canonades

### G
- Gabat (principat)
- Gad Boriad
- Gadhali
- Gadhia
- Gadhka
- Gadhula
- Gadvi
- Gadwal estat vassall
- Gandhol
- Gangpur a Orissa
- Garamli Moti
- Garamli Nahani
- Garrauli a Madhya Pradesh
- Gaurihar a Madhya Pradesh
- Gavridad
- Gedi
- Ghodasar, possiblement el mateix estat que Ghodsar a Bombai
- Gigarsaran
- Gohad
- Gondal a Saurashtra - Salutació hereditària d'11 canonades
- Gopalpet estat vassall
- Gotardi
- Gothda
- Gundh a Himachal Pradesh
- Gundiali
- Gurgunta estat vassall
- Gwalior a Madhya Pradesh - Salutació hereditària de 21 canonades

### H
- Halvad a Surendranagar (Gujarat)
- Halaria
- Hapa a Bombai
- Harol
- Hindol a Orissa
- Hindur
- Hirapur
- Hunza
- Hyderabad - Salutació hereditària de 21 canonades

### I
- Ichalkaranji estat vassall
- Idar a Bombai - Salutació hereditària de 15 canonades
- Ilol a Bombai
- Ilpura
- Indore a Madhya Pradesh - Salutació hereditària de 19 canonades (personalment 21)
- Itria
- Itvad

### J
- Jabria Bhil
- Jafrabad a Saurashtra
- Jafarabad i Janjira estats fusionats
- Jaipur al Rajasthan - Salutació hereditària de 17 canonades (localment 19)
- Jaisalmer al Rajasthan - Salutació hereditària de 15 canonades
- Jakhan
- Jalesar (Awa o Awagarh)
- Jalia Devani=Jaliadevani a Saurashtra
- Jalia Kayaji
- Jalia Manaji
- Jambughoda o Jambuodha a Bombai
- Jamkhandi a Bombai
- Jammu a Jammu i Caixmir - Salutació hereditària de 21 canonades
- Jamnia estat dels chouhan rajputs (songaras)
- Janjira a Bombai - Salutació hereditària d'11 canonades (localment 13)
- Jaora a Madhya Pradesh - Salutació hereditària de 13 canonades
- Jasdan a Saurashtra
- Jashpur
- Jashur a Madhya Pradesh
- Jaso a Madhya Pradesh
- Jath a Bombai
- Jatprole estat vassall
- Jawalgiri estat vassall
- Jawasia
- Jawhar a Bombai - Salutació hereditària de 9 canonades
- Jesar
- Jetpur a Saurashtra
- Jhabua a Madhya Pradesh - Salutació hereditària d'11 canonades
- Jhalawar al Rajasthan - Salutació hereditària de 13 canonades
- Jhalera
- Jhamar
- Jhamka
- Jhampodar
- Jhari Gharkadhi
- Jhinyuvada
- Jigni a Madhya Pradesh
- Jiliya al Rajasthan[1]
- Jind a la PEPSU - Salutació hereditària de 13 canonades (local i personalment 15)
- Jiral
- Jobat a Madhya Pradesh
- Jodhpur al Rajasthan - Salutació hereditària de 15 canonades (localment 17)
- Jubbal a Himachal Pradesh
- Jumkha
- Junagadh - Salutació hereditària de 13 canonades (personal i localment 15)
- Junapadar

### K
- Kachchi Baroda
- Kadana
- Kagal Júnior estat vassall
- Kagal Sènior estat vassall
- Kahlur = Kehloor - antic noms de Bilaspur a Himachal Pradesh
- Kalahandi a Orissa - Salutació hereditària de 9 canonades
- Kalat
- Kali Baori
- Kalsia a la PEPSU
- Kalu Khera
- Kamadhia
- Kamalpur (Kathiawar)
- Kamalpur (Índia Central)
- Kambay = Cambai a Bombai - Salutació hereditària d'11 canonades
- Kambhala
- Kamsoli Moti
- Kamsoli Nani
- Kamta Rajaula
- Kanada
- Kaner
- Kangra-Lambagraon
- Kanika
- Kanjarda
- Kanker, probablement el mateix estat que Kankar
- Kankrej
- Kanksiali
- Kanpur Ishwaria
- Kanta Rajaulia a Madhya Pradesh
- Kantharia
- Kapshi estat vassall
- Kapurthala a la PEPSU - Salutació hereditària de 13 canonades (personal i localment 15)
- Karaudia
- Karauli al Rajasthan - Salutació hereditària de 17 canonades
- Kariana
- Karmad
- Karol
- Kashmir
- Kasla Paginu Muvada
- Kassalpura
- Kathaun
- Kathiawar - equivalent a Saurashtra (dividid en nombrosos petits estats)
- Kathrota
- Katodia
- Katosan
- Kawardha a Madhya Pradesh
- Kayatha
- Kehloor = Kahlur - antics noms de Bilaspur a Himachal Pradesh
- Keonjhar a Orissa
- Keonthal a Himachal Pradesh
- Kerwada
- Kesria
- Khadal a Bombai
- Khairagarh a Madhya Pradesh
- Khajuri
- Khamblav
- Khandia
- Khaneti, tributari de Bashahr
- Khaniadhana
- Khandpara a Orissa
- Khaniadana a Madhya Pradesh
- Khandpara
- Kharan
- Kharsawan a Bihar
- Kharsi
- Khairpur a Pakistan
- Khedawada o Kherawara
- Kherali
- Kherwasa
- Kheri Rajpur
- Khetri estat vassall
- Khiauda
- Khijadia (Gohilwar)
- Khilchipur a Madhya Pradesh - Salutació hereditària de 9 canonades
- Khirasra a Saurashtra
- Khojankhera
- Khudadad l'estat de Tippu Sultan
- Khyrim
- Kiari vegeu Madhan a Himachal Pradesh
- Kirli
- Kishangarh al Rajasthan - Salutació hereditària de 15 canonades
- Kolara
- Kolhapur a Bombai - Salutació hereditària de 19 canonades
- Koriya (Korea) a Madhya Pradesh
- Kotah al Rajasthan - Salutació hereditària de 17 canonades (personalment 19)
- Kotda Nayani a Saurashtra
- Kotda Pitha a Saurashtra
- Kotda Sangani a Saurashtra
- Kotharia a Saurashtra
- Kothi a Madhya Pradesh
- Kuba (principat)
- Kumarsain a Himachal Pradesh, probablement el mateix estat que Kumharsain
- Kunihar a Himachal Pradesh
- Kurandvad Júnior
- Kurandvad Sènior
- Kurnool
- Kurwai a Madhya Pradesh
- Kushalgarh
- Kutch=Cooch a Saurashtra
- Kuthar a Himachal Pradesh

### L
- Lakhapadar
- Lakhtar a Saurashtra
- Lalgarh
- Laliyad
- Langrin
- Las Bela
- Lathi a Saurashtra
- Lavej
- Lawa al Rajasthan
- Likhi (principat)
- Limbda probablement el mateix estat que Limbdi a Saurashtra - Salutació hereditària de 9 canonades
- Lodhika
- Logasi a Madhya Pradesh
- Loharu a Panjab (avui a Haryana) - Salutació hereditària de 9 canonades
- Lugasi
- Lunavada = Lunawanda a Bombai, també Lunawarda o Lunawara - Salutació hereditària de 9 canonades

### M
- Madhan = Kiari a Himachal Pradesh
- Magodi a Bombai
- Maguna a Bombai
- Maharam
- Mahlog probablement el mateix estat que Mahilog a Himachal Pradesh
- Maihar a Madhya Pradesh - Salutació hereditària de 9 canonades
- Mahmudpura
- Makrai a Madhya Pradesh
- Makran
- Maksudangarh
- Malaudh un dels estats menors Phulkians de Panjab
- Malerkotla=Maler Kotla a la PEPSU - Salutació hereditària d'11 canonades
- Malaisohmat
- Malia=? Maliya a Saurashtra
- Malpur a Bombai
- Manavadar
- Mandi a Himachal Pradesh - Salutació hereditària d'11 canonades
- Mandva a Bombai, probablement el mateix que Mandwa
- Mangal a Himachal Pradesh
- Mangam
- Mangrol
- Manipur Salutació hereditària d'11 canonades
- Mansa
- Maoang
- Maosangram
- Mariaw
- Masulipatam
- Mathwar
- Matra Timba
- Mayurbhanj a Orissa - Salutació hereditària de 9 canonades
- Men
- Mengani
- Mevasa
- Mevli
- Mewar o Udaipur al Rajasthan - Salutació hereditària de 21 canonades (abanss 19)
- Miohanpur a Bombai
- Miraj Júnior a Bombai
- Miraj Sènior a Bombai
- Mirpur a Pakistan
- Mohanpur
- Moka Paginu Muvada
- Monvel
- Morchopna
- Morvi a Saurashtra - Salutació hereditària d'11 canonades
- Mota Barkhera
- Mota Kotharna
- Mowa
- Mudhol a Bombai - Salutació hereditària de 9 canonades
- Muhammadgarh a Madhya Pradesh
- Muli a Saurashtra
- Mulia Deri
- Multhan
- Munjpar
- Murshidabad, del nom de la capital dels antics nawabs de Bengala
- Mylliem
- Mysore (modern Maisur) a Madràs - Salutació hereditària de 21 canonades

### N
- Nabha a la PEPSU - Salutació hereditària de 13 canonades (localment 15)
- Nagar (principat)
- Nagod o Nagodh - Salutació hereditària de 9 canonades, a Madhya Pradesh
- Nagpur (principat) a Madhya Pradesh
- Nahara
- Naigawan Ribai
- Nalagarh a la PEPSU probablement el mateix Nalagarh a Himachal Pradesh
- Nalia
- Nandgaon a Madhya Pradesh
- Narsinghgarh a Madhya Pradesh - Salutació hereditària d'11 canonades
- Narsinghpur a Orissa
- Narukot
- Narwar
- Nashipur probablement el mateix que Narshingpur a Orissa
- Naswadi
- Naugaon
- Naulana
- Navagarh
- Nawanagar a Saurashtra - Salutació hereditària de 13 canonades (localment 15)
- Nayagarh a Orissa
- Nilgiri a Orissa
- Nilvala
- Nimkhera
- Nobo Sohoh
- Noghanvadar
- Nongklao
- Nongspung
- Nongstoin

### O
- Orchha a Madhya Pradesh - Salutació hereditària de 15 canonades
- Oudh = Awadh

### P
- Pachegam
- Pah
- Pahara a Madhya Pradesh, probablement el mateix que Pahra
- Paigah estat vassall
- Pal (principat)
- Palaj a Bombai
- Palali
- Palanpur a Bombai - Salutació hereditària de 13 canonades
- Palasni
- Palasvihir
- Paldeo a Madhya Pradesh
- Palitana a Saurashtra - Salutació hereditària de 9 canonades
- Paliyad
- Pal Lohara a Orissa (també Pal Lahera o Pal Lahara)
- Palsani
- Panchvada
- Pandu
- Panna a Madhya Pradesh - Salutació hereditària d'11 canonades
- Pantalvadi
- Panth Piploda
- Paron
- Partabgarh al Rajasthan - Salutació hereditària de 15 canonades
- Patan (Jaipur)  estat vassall
- Pataudi a Panjab (ara a Haryana)
- Patdi a Saurashtra
- Pathari a Madhya Pradesh probablement el mateix que Patharia
- Patiala a la PEPSU - Salutació hereditària de 17 canonades (localment 19)
- Patna a Orissa - Salutació hereditària de 9 canonades
- Pethapur
- Phaltan a Bombai
- Phulera
- Pimladevi
- Pimpri
- Piplia Sisodia
- Piplianagar
- Piploda a Madhya Pradesh
- Poicha
- Pol (principat)
- Poonch estat vassall
- Porbandar a Saurashtra - Salutació hereditària de 13 canonades
- Prempur a Bombai
- Pudukottai a Madràs - Salutació hereditària d'11 canonades
- Punadra
- Panjab
- Pundara a Bombai
- Palvancha el principat més gran de Telengana

### R
- Radhanpur a Bombai - Salutació hereditària d'11 canonades
- Raghugarh
- Rahrakhol
- Raigarh a Madhya Pradesh
- Rairakhol a Orissa
- Rai Sankli
- Rajgarh a Madhya Pradesh - Salutació hereditària d'11 canonades
- Rajpara (Gohilwar)
- Rajpara (Halar)
- Rajkot a Saurashtra - Salutació hereditària de 9 canonades
- Rajpipla a Bomaby - Salutació hereditària de 13 canonades
- Rajpur (Kathiawar) a Saurashtra
- Rajpur (Rewa Kantha) a Saurashtra
- Ramanka
- Ramas
- Rambrai
- Ramdurg a Bombai
- Rampur a Uttar Pradesh - Salutació hereditària de 15 canonades
- Rampura (Mahi Kantha)
- Rampura (Rewa Kantha)
- Ranasan a Bombai
- Randhia
- Ranpur a Orissa
- Ratanmal
- Ratanpur Dhamanka
- Ratesh al Keonthal a Himachal Pradesh
- Ratlam a Madhya Pradesh - Salutació hereditària de 13 canonades (localment 15)
- Rawin = Rawingarh, tributari de Jubbal a Himachal Pradesh
- Regan
- Rewa=Rewah a Madhya Pradesh - Salutació hereditària de 17 canonades
- Rohisala
- Rupal

### S
- Sachin - Salutació hereditària de 9 canonades
- Sada Kheri
- Sahuka
- Sailana a Madhya Pradesh - Salutació hereditària d'11 canonades
- Sakti a Madhya Pradesh
- Samadhiali
- Samla
- Samode estat vassall
- Samthar a Madhya Pradesh - Salutació hereditària d'11 canonades
- Sanala
- Sandur a Tamil Nadu
- Sangli a Bombai - Salutació hereditària de 9 canonades (personalment 11)
- Sangri a Himachal Pradesh
- Sanjeli a Bombai
- Sanor
- Sanosra
- Sant a Bombai - Salutació hereditària de 9 canonades
- Santalpur
- Sarangarh a Madhya Pradesh
- Sarila a Madhya Pradesh
- Satanones
- Sarangarh
- Sarila
- Satara
- Sathamba a Bombai
- Satlasna
- Satodad Vavdi
- Savantvadi=Savantwadi a Bombai - Salutació hereditària de 9 canonades (localment 11)
- Savanur a Bombai
- Sayla a Saurashtra
- Sejakpur
- Seraikela, probablement el mateix que Seraikhela a Bihar
- Shahpur
- Shahpura al Rajasthan - Salutació hereditària de 9 canonades
- Shajaota
- Shanor
- Sheogarh
- Sheopur-Baroda
- Shevdivadar
- Shivabara
- Shorapur estat vassall
- Siba als Punjab Hills(avui Himachal Pradesh) mai dominat del tot pels britànics
- Sidki
- Sihora
- Sikkim - Salutació hereditària de 15 canonades
- Silana (principat)
- Sind a Pakistan (kanat extingit el 1843)
- Sindhiapura
- Singhana
- Sirguja
- Sirmur a Himachal Pradesh - Salutació hereditària d'11 canonades
- Sirohi al Rajasthan - Salutació hereditària de 15 canonades
- Sirsi (Gwalior)
- Sirsi (Malwa)
- Sitamau a Madhya Pradesh - Salutació hereditària d'11 canonades
- Sohawal a Madhya Pradesh
- Sonepur a Orissa - Salutació hereditària de 9 canonades
- Songad
- Sonkhera i Sarwan
- Sudamra
- Sudasna a Bombai
- Suigam
- Suket a Himachal Pradesh - Salutació hereditària d'11 canonades
- Sundem
- Sunth
- Surat
- Surgana a Bombai
- Surguja a Madhya Pradesh
- Sutalia
- Swat (principat)
- Sidhowal
- Srikalahasti a la presidència de Madràs

### T
- Tajpuri a Bombai
- Tal (principat)
- Talcher a Orissa
- Talsana
- Estat de Tanawal (Amb)
- Tanjore
- Tappa
- Taraon a Madhya Pradesh
- Tavi
- Tehri Garhwal a Uttar Pradesh - Salutació hereditària d'11 canonades
- Tejpura
- Tervada
- Thana Devli
- Tharad i Morwara
- Tharoch a Himachal Pradesh
- Tigiria possiblement el mateix que Tigria a Orissa
- Timba
- Toda Todi
- Tonk al Rajasthan - Salutació hereditària de 17 canonades
- Torgal estat vassall
- Tori Fatehpur a Madhya Pradesh
- Travancore a Kerala - Salutació hereditària de 19 canonades
- Tripura - Salutació hereditària de 13 canonades

### U
- Uchad
- Udaipur (Chhattisgarh)
- Udaipur capital de Mewar al Rajasthan - Salutació hereditària de 21 canonades (abans 19)
- Umeta a Bombai, probablement el mateix que Umetha
- Umri (zamindari)
- Umri (Índia Central)
- Uni
- Untdi
- Upawara

### V
- Vadal
- Vadali
- Vadia a Saurashtra
- Vadod (Gohilwar)
- Vadod (Jhalawar)
- Vaghvadi
- Vajiria
- Vakhatpur a Bombai, possiblenent el mateix que Vakhtapur
- Vala a Saurashtra
- Valasna a Bombai
- Vana
- Vanala
- Vanghdhra
- Vanod a Saurashtra
- Varagam
- Varnol Mal
- Varnoli Moti
- Varnoli Nani
- Varsoda a Bombai
- Vasan Sewada
- Vasan Virpur
- Vasna a Bombai
- Vejanoness
- Vekaria
- Vichhavad
- Vijanones
- Vijayanagar a Bombai
- Virampura
- Virpur a Saurashtra
- Virsora
- Virvao
- Vishalgarh estat vassall
- Vithalgarh

### W
- Wadagam
- Wadi (principat)
- Wai
- Wadhwan a Saurashtra - Salutació hereditària de 9 canonades
- Wadi jagir a Bombai
- Wanapurthy estat vassall
- Wankaner a Saurashtra - Salutació hereditària d'11 canonades
- Wao a Bombai
- Warahi
- Wasna
- Wohora

### Z
- Zainabad o Zainbad